# Hinterwaldkopf
Der Hinterwaldkopf ist ein 1199,2 m ü. NHN hoher Berg im südlichen Schwarzwald. Er liegt im südöstlichen Einzugsgebiet der Dreisam östlich von Freiburg im Breisgau zwischen Kirchzarten und Hinterzarten auf der Gemarkung von Oberried. Im Norden begrenzt ihn das Höllental, im Süden das Zastlertal. Nahegelegene Ortschaften sind Kirchzarten, Falkensteig (zu Buchenbach) und Hinterzarten.
Die charakteristische Kontur des Hinterwaldkopfes ist ein Wahrzeichen des Dreisamtales. Seine offene Gipfelfläche bietet Aussicht über dieses hinweg zum Kandel. Ein Wanderweg des Schwarzwaldvereins führt über den Berg und zur Hinterwaldkopfhütte, einer Almgaststätte der Weilersbacher Weidegemeinschaft.

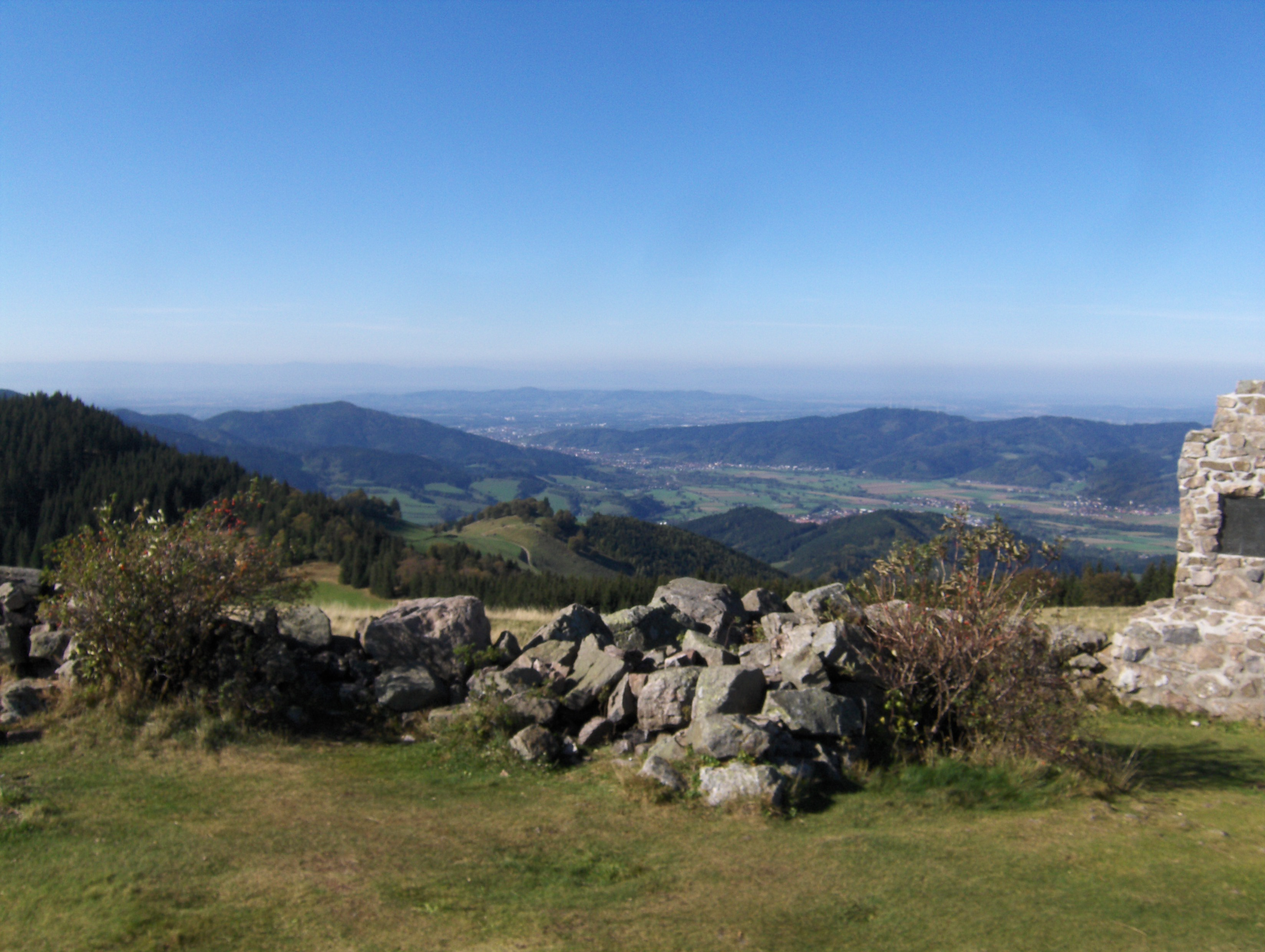
Blick vom Hinterwaldkopf über das Dreisamtal nach Freiburg

Am 22. Juli 1922 wurde auf dem Hinterwaldkopf ein von Mitgliedern der „Freiburger Turnerschaft von 1844“ errichtetes Denkmal für die im Ersten Weltkrieg gefallenen Turner eingeweiht. In der Mitte eines niedrigen Ringwalls aus Natursteinen thront ein Granitblock von 4 Meter Länge und 1,50 Meter Höhe sowie einem Gewicht von 10 Tonnen, der 50 Meter unterhalb des Gipfels ausgegraben worden war. Auf einer am Denkmal angebrachten Platte sind die Namen von 82 Turnern zu lesen. Entworfen haben es Curt Balke (1883–1955), Architekt und Bauverwalter beim Städtischen Hochbauamt Freiburg und der Bildhauer Stadelmann. Im Jahr 1954 wurde das Denkmal um ein, direkt daneben wiederum nach Plänen von Curt Balke errichtetes, Steinmonument erweitert. Eine Metallplatte trägt die Namen der im Zweiten Weltkrieg gefallenen Turner und der Opfer des Bombenkrieges (siehe Bombenangriff auf Freiburg am 10. Mai 1940 und Operation Tigerfish).